# Lamprophis geometricus
Espèce
Statut de conservation UICN

 EN (Needs updating) B1ab(iii)+2ab(iii) : En danger
Synonymes
- Lycodon geometricus Schlegel, 1837
- Boodon seychellensis Günther, 1888

Lamprophis geometricus est une espèce de serpents de la famille des Lamprophiidae.

## Répartition
Cette espèce est endémique des Seychelles.

## Publications originales
- Schlegel, 1837 : Essai sur la physionomie des serpens, La Haye, J. Kips, J. HZ. et W. P. van Stockum, vol. 1 (texte intégral).
- Schlegel, 1837 : Essai sur la physionomie des serpens, La Haye, J. Kips, J. HZ. et W. P. van Stockum, vol. 2 (texte intégral).